# Mordellistena schoutedeni
Mordellistena schoutedeni is een keversoort uit de familie spartelkevers (Mordellidae). De wetenschappelijke naam van de soort is voor het eerst geldig gepubliceerd in 1931 door Píc.